# 몸형태배열

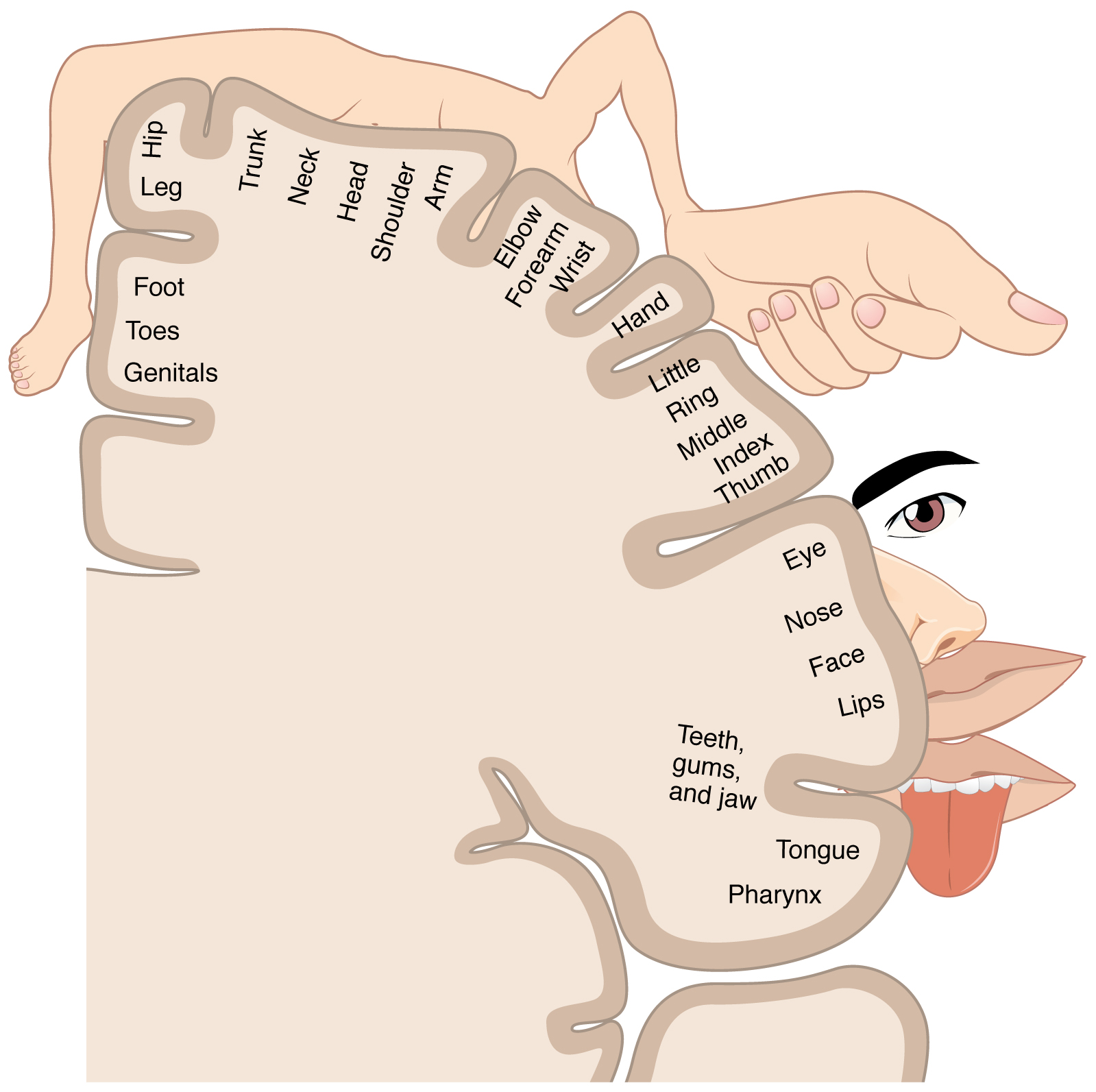
중심앞이랑 감각 호문쿨루스

몸형태배열 (somatotopy, somatotopic arrangement, somatotopic organization, somatotopic representation) 또는 체형배열 또는 몸(운동)영역배열 또는 신체영역표시 또는 몸순서배열 또는 체성순서적 배열은 신체 부위와 중추 신경계의 특정 지점의 점대점 대응이다. 일반적으로 신체 부위는 일차 체성감각 피질(중심후회)의 한 지점에 해당한다. 이 피질은 일반적으로 특정 신체 부위와 호문쿨루스의 각 위치를 지정하는 감각 호문쿨루스로 표시된다. 부속지, 손가락, 음경 및 얼굴과 같은 부위는 체감각 피질에 감각 위치를 그릴 수 있다. 세밀하게 제어되는 영역(예: 손가락)은 체감각 피질의 더 큰 부분을 갖는 반면, 거칠게 제어되는 영역(예: 몸통)은 더 작은 부분을 갖는다. 내장과 같은 영역에는 중심후회에 감각 위치가 없다.
원숭이의 일종인 마카크는 태어날 때 이미 몸감각계 및 운동계(motor system)에서 몸형태배열을 나타낸다.

## 인간 소뇌의 감각 운동 매핑
일련의 운동 작업 동안 인간의 소뇌 피질 활성화 영역을 결정하기 위해 기능적 자기 공명 영상(fMRI)이 사용되었다. 입술, 혀, 손, 발의 움직임을 위한 활성화 영역이 결정되었으며, 이는 입쪽 및 꼬리 척수소뇌 피질의 소엽 및 소엽 및 이들의 시상대에 급격히 국한되어있음이 밝혀졌다. 활성화는 두 개의 별개의 호문쿨로이드(homunculoid) 표현으로 매핑된다. 더 확장된 표현인 하나는 상소뇌에 거꾸로 위치했고, 두 번째는 하소뇌에 두 배로 더 작았다.

## 같이 보기
- 대뇌피질 호문쿨루스
- 척수시상로
- 운동계(motor system)